# Blues estándar
Un blues estándar, al igual que un estándar de jazz o pop estándar, hace referencia a una canción ampliamente conocida, interpretada y grabada entre los músicos de blues.
El blues en directo, en especial el estilo de Chicago, suele caracterizarse por la improvisación, generalmente en forma de jam sessions con guitarra y, a menudo, armónicas, bajos y pianos, entre otros instrumentos musicales. Estas canciones popularmente bien conocidas hacen que sea posible la realización de dichas sesiones en directo.

## Ejemplos debluesestándar
La siguiente lista contiene algunos de los blues estándar más conocidos:
- Leroy Carr
  - How Long, How Long Blues
- Bessie Smith
  - Ain't Nobody's Business (Escrita por Porter Grainger, Robert Prince y Clarence Williams.)
- Eddie Boyd
  - Five Long Years
- Big Bill Broonzy
  - Key to the Highway
  - Worried Life Blues (Escrita por Big Maceo Merriweather.)
- Cab Calloway
  - Minnie the Moocher
- Guitar Slim
  - Things That I Used to Do
- Howlin' Wolf
  - Killing Floor
  - Spoonful (Escrita por Willie Dixon.)
  - Little Red Rooster
  - Sittin' on Top of the World (Escrita por Sam Collins en 1927.)
  - Back Door Man (Escrita por Willie Dixon.)
- W.C. Handy
  - St. Louis Blues
  - Careless Love
- Jimi Hendrix
  - Red House
- John Lee Hooker
  - Boom Boom
  - Boogie Chillen
  - One Bourbon, One Scotch, One Beer
- Son House
  - Death Letter
- Robert Johnson
  - Traveling Riverside Blues
  - I Believe I'll Dust my Broom (También conocida como Dust My Broom.)
  - Sweet Home Chicago
  - Cross Road Blues (También conocida como Crossroads.)
  - Walkin' Blues
- Louis Jordan
  - Let the Good Times Roll
- Sonny Boy Williamson I
  - Good Morning Little Schoolgirl
- Elmore James
  - The Sky Is Cryin'
- Dinah Washington
  - Evil Gal Blues (Escrita por Lionel Hampton y Leonard Feather.)
- Muddy Waters
  - Got My Mojo Workin
  - I'm Your Hoochie Coochie Man (Escrita por Willie Dixon.)
  - Mannish Boy (También conocida como I'm A Man; escrita por Bo Diddley.)
  - Rollin' Stone (También conocida como Catfish Blues.)
  - I Just Wanna Make Love to You
  - Rollin' and Tumblin'
- Lowell Fulson
  - Reconsider Baby
- Albert King
  - Born Under a Bad Sign (Escrita por Booker T. Jones y William Bell.)
- B.B. King
  - Sweet Sixteen (Escrita por Bihari brothers y B.B. King.)
- Freddie King
  - Goin' Down
  - Hideaway (Escrita por F. King y S. Thompson.)
  - Have You Ever Loved A Woman (Escrita por Billy Myles.)
- T-Bone Walker
  - They Call It Stormy Monday
  - T-Bone Shuffle
  - Evenin'
- Jimmy Rogers
  - Walking By Myself
- Little Walter
  - Juke
  - My Babe
  - Boom Boom Out Goes the Light
- Sonny Boy Williamson II
  - Don't Start Me to Talkin'
- Jimmy Reed
  - Hush Hush
- Willie Dixon
  - I Can't Quit You Baby
- Big Joe Williams
  - Baby, Please Don't Go

- Datos: Q2888852